# William B. Williams

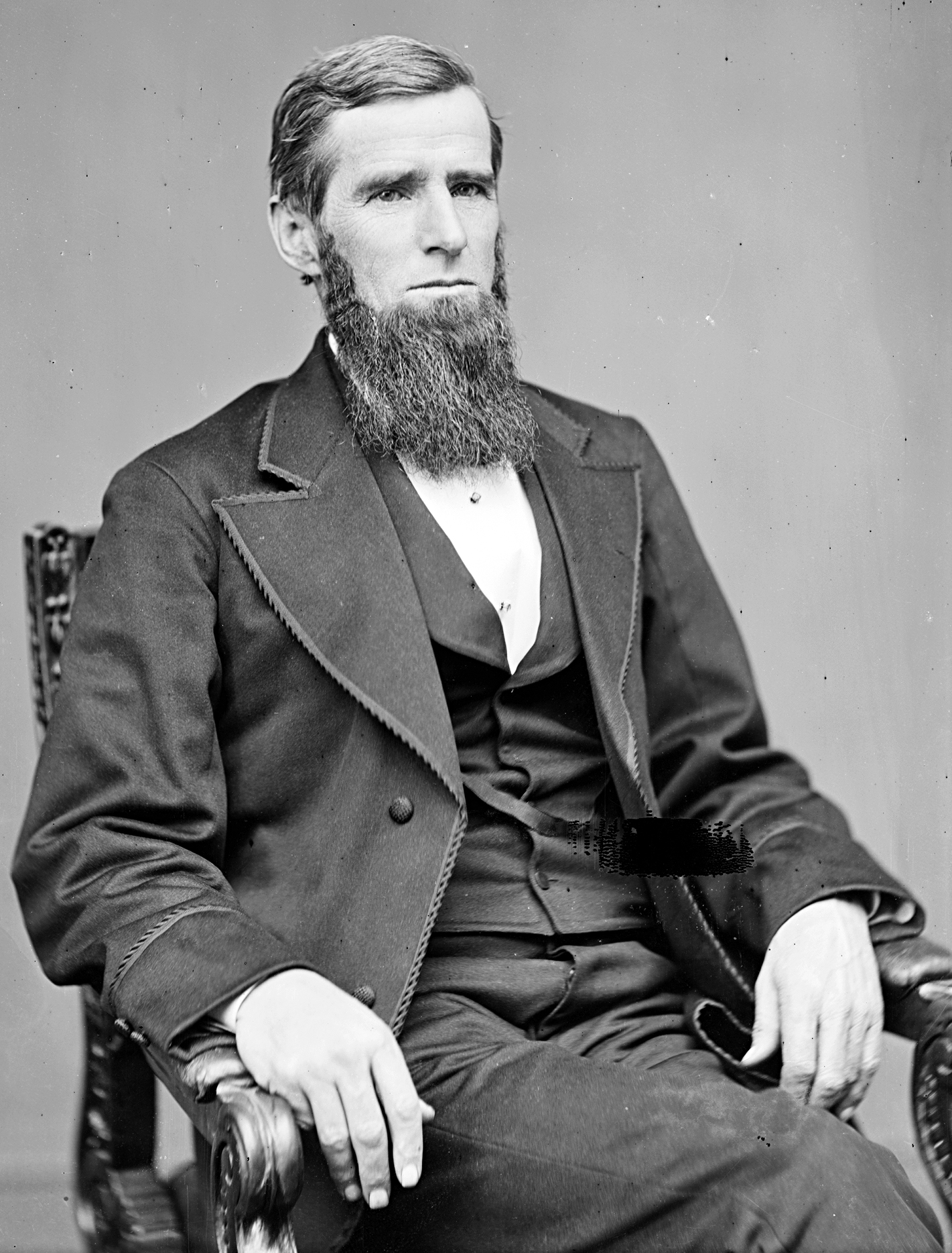
William B. Williams

William Brewster Williams (* 28. Juli 1826 in Pittsford, New York; † 4. März 1905 in Allegan, Michigan) war ein US-amerikanischer Politiker. Zwischen 1873 und 1877 vertrat er den Bundesstaat Michigan im US-Repräsentantenhaus.

## Werdegang
William Williams besuchte die öffentlichen Schulen seiner Heimat. Nach einem anschließenden Jurastudium und seiner im Jahr 1851 erfolgten Zulassung als Rechtsanwalt begann er in Rochester in seinem neuen Beruf zu arbeiten. Im Jahr 1855 zog er nach Allegan in Michigan, wo er zwischen 1857 und 1865 als Nachlassrichter arbeitete. Gleichzeitig schlug Williams als Mitglied der Republikanischen Partei eine politische Laufbahn ein. Von 1866 bis 1870 gehörte er dem Senat von Michigan an, dessen Präsident er im Jahr 1869 war. Im Jahr 1867 war er Mitglied einer Versammlung zur Überarbeitung der Staatsverfassung. 1871 wurde er Mitglied in einer Kontrollkommission seines Staates, die unter anderem Wohltätigkeitseinrichtungen und strafrechtliche Einrichtungen überprüfte.
Nach dem Tod des Kongressabgeordneten Wilder D. Foster wurde Williams bei der fälligen Nachwahl für den fünften Sitz von Michigan als dessen Nachfolger in das US-Repräsentantenhaus in Washington, D.C. gewählt, wo er am 1. Dezember 1873 sein neues Mandat antrat. Nach einer Wiederwahl konnte er bis zum 3. März 1877 im Kongress verbleiben. Im Jahr 1876 verzichtete Williams auf eine weitere Kandidatur. Zwischen 1877 und 1883 war er Eisenbahnbeauftragter der Staatsregierung von Michigan. Anschließend arbeitete er wieder als Anwalt. Er starb am 4. März 1905 in Allegan, wo er auch beigesetzt wurde.